# 东大街站
东大街站是郑州地铁2号线与3号线的地铁换乘站，位于中华人民共和国河南省郑州市管城回族区紫荆山路与东大街交叉口处。

## 車站結構
东大街站分为2号线车站和3号线车站两部分，2号线车站的主体结构位于紫荆山路与东大街交叉路口南侧的紫荆山路地下，呈南北向布置，长277.2米，站后设单渡线。3号线车站位于路口东侧的东大街地下，呈东西向布置。两座车站之间通过一条地下通道连接。

### 车站楼层
东大街站2号线车站主体结构为为地下三层车站，B2层为站厅层，B3层为站台层。3号线车站的主体结构为地下二层车站，B1层为站厅层，B2层为站台层。

#### 2号线车站楼层
| 1F  | 地面     | A、D、E出入口                                    | A、D、E出入口                                    | A、D、E出入口                                    |
| B2F | 换乘通道 | 连接 █ 3号线站厅                                 | 连接 █ 3号线站厅                                 | 连接 █ 3号线站厅                                 |
| B2F | 站厅     | 客服中心、自动售票机、行李检查、闸机、车站控制室 | 客服中心、自动售票机、行李检查、闸机、车站控制室 | 客服中心、自动售票机、行李检查、闸机、车站控制室 |
| B3F | █ 2号线  | 往贾河方向 （紫荆山）                            | 往贾河方向 （紫荆山）                            | 往贾河方向 （紫荆山）                            |
| B3F | 岛式站台 |                                                  | 至站厅                                           | 卫生间                                           |
| B3F | █ 2号线  | 往南四环/城郊线郑州航空港站方向 （陇海东路）     | 往南四环/城郊线郑州航空港站方向 （陇海东路）     | 往南四环/城郊线郑州航空港站方向 （陇海东路）     |

#### 3号线车站楼层
| 1F  | 地面     | F-H出入口                                        | F-H出入口                                        | F-H出入口                                        |
| B1F | 站厅     | 客服中心、自动售票机、行李检查、闸机、车站控制室 | 客服中心、自动售票机、行李检查、闸机、车站控制室 | 客服中心、自动售票机、行李检查、闸机、车站控制室 |
| B1F | 换乘通道 | 连接 █ 2号线站厅                                 | 连接 █ 2号线站厅                                 | 连接 █ 2号线站厅                                 |
| B2  | █ 3号线  | 往省体育中心方向 （西大街）                      | 往省体育中心方向 （西大街）                      | 往省体育中心方向 （西大街）                      |
| B2  | 岛式站台 |                                                  | 至站厅                                           | 卫生间                                           |
| B2  | █ 3号线  | 往滨河新城南方向 （郑州文庙）                    | 往滨河新城南方向 （郑州文庙）                    | 往滨河新城南方向 （郑州文庙）                    |

### 站厅
东大街站的2号线车站和3号线车站各设一座站厅，2号线站厅位于B2层，3号线站厅位于B1层，均设有客服中心、自动售票机、安全检查等设施。两座站厅均由闸机和栏杆分隔为付费区和非付费区，付费区内均设有自动扶梯、步梯和无障碍电梯，连接对应的站台。两座站厅的付费区之间设有换乘通道。3号线站厅非付费区的F口通道处设有卫生间和母婴室。

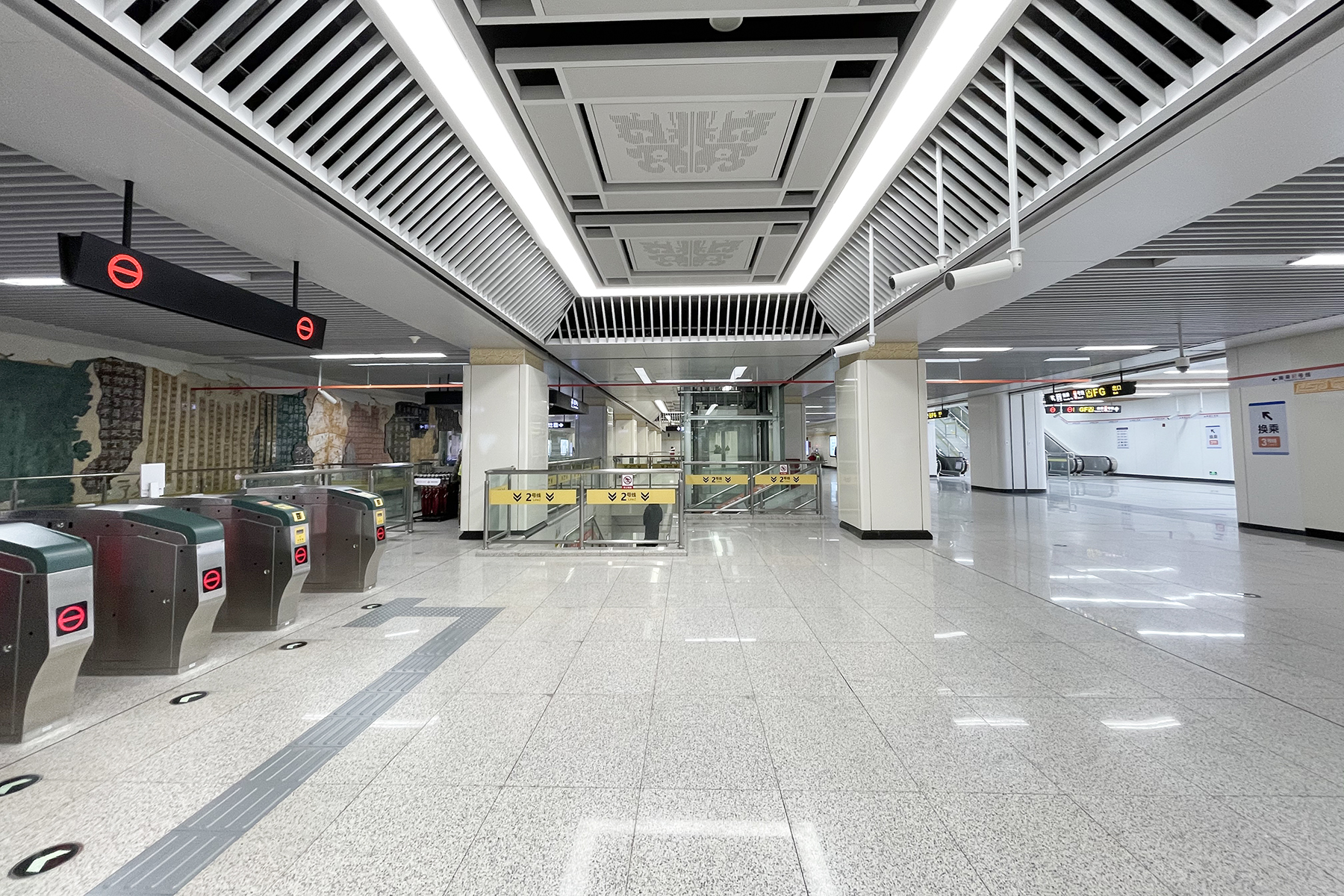
2号线站厅 传统文化宣传墙在左侧墙面
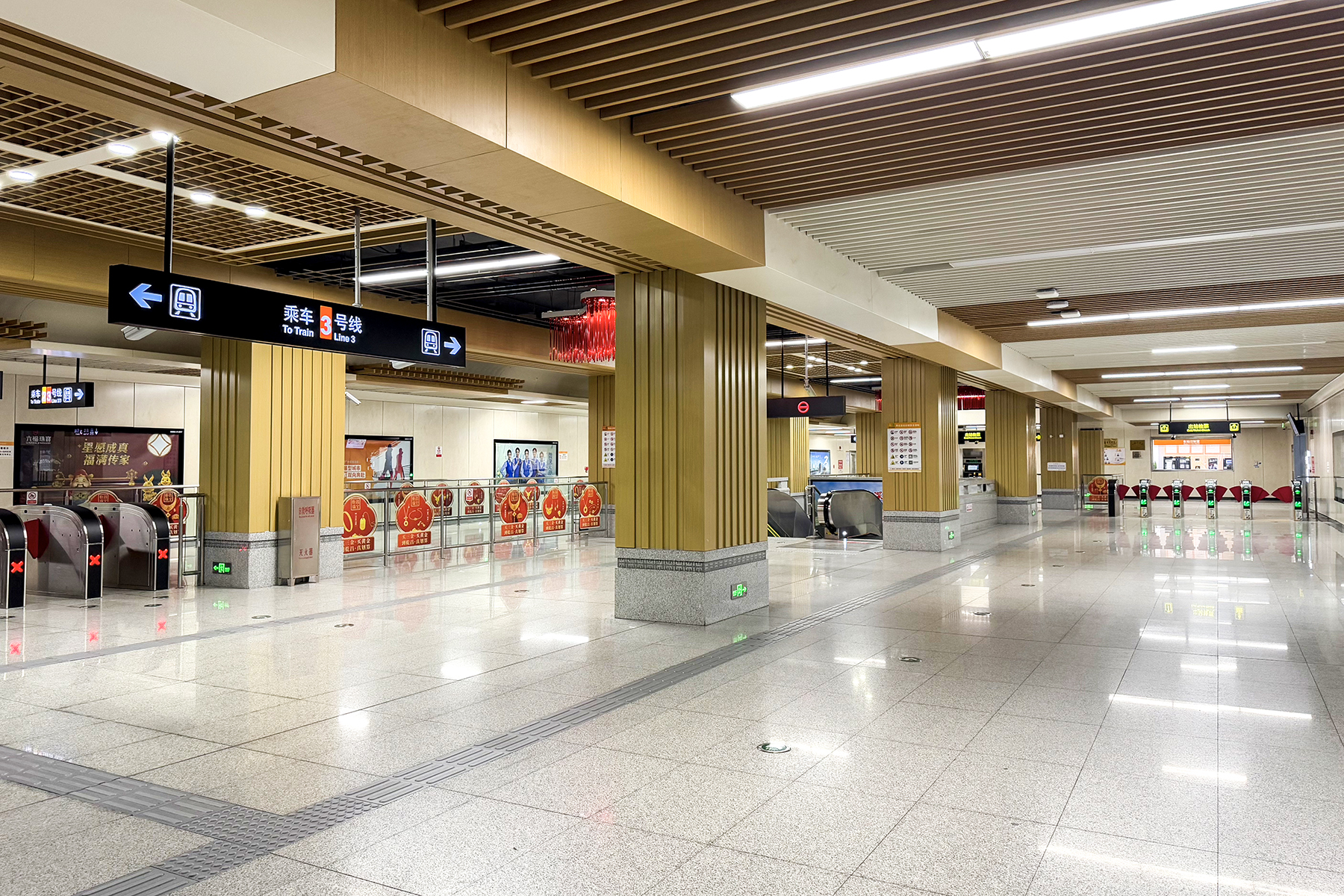
3号线站厅
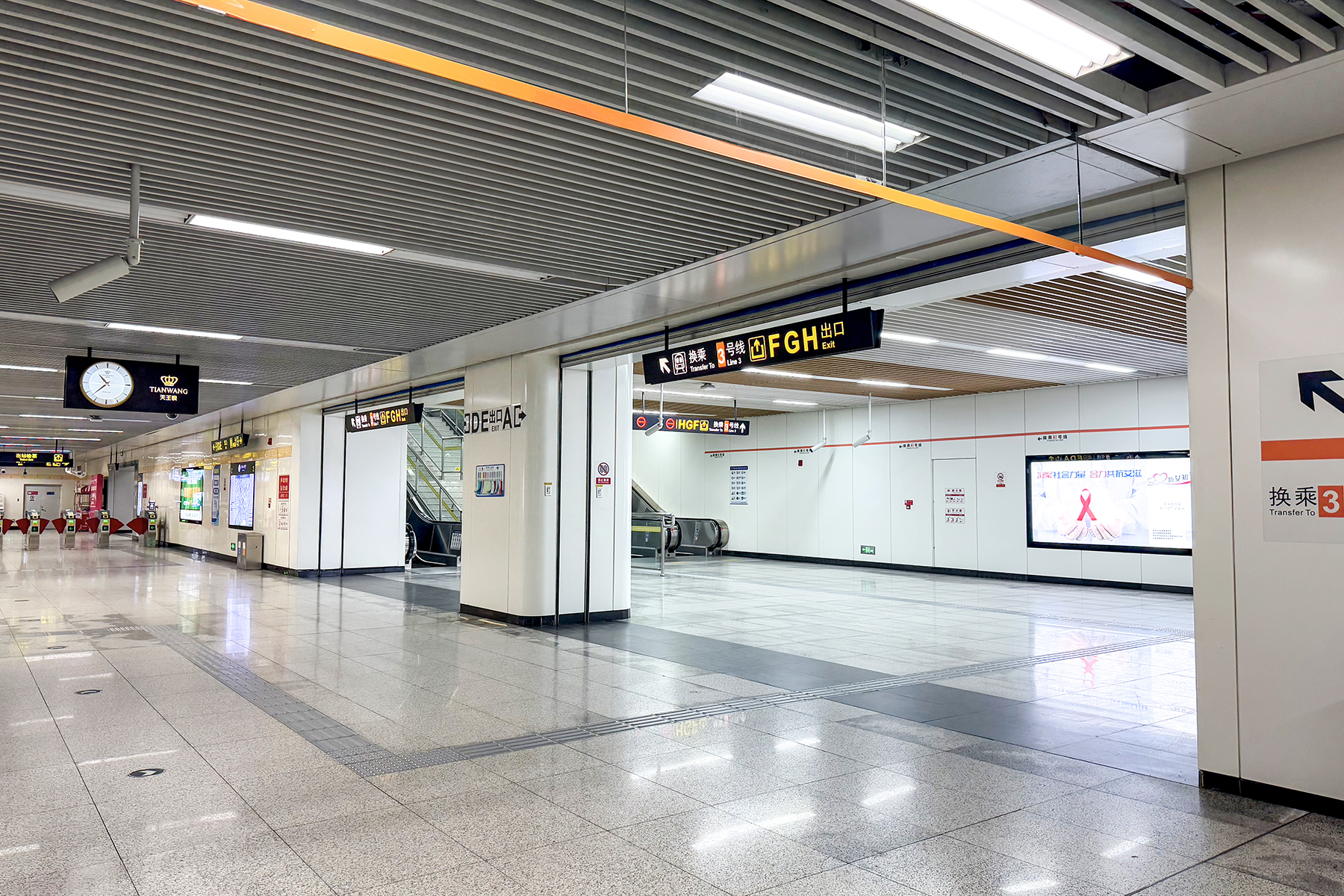
2号线站厅内的换乘通道口
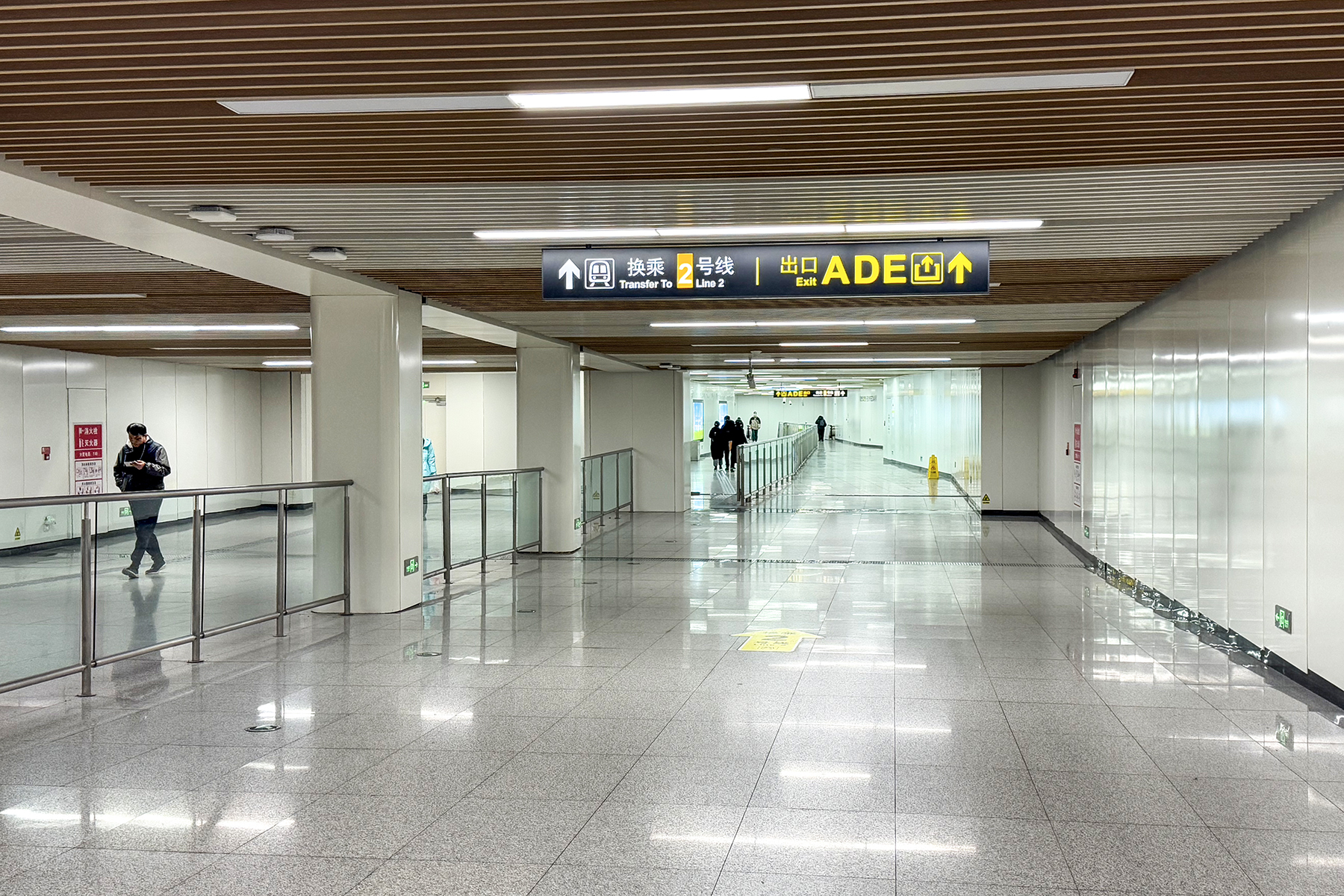
换乘通道

### 站台
东大街站的2号线车站和3号线车站各设一座岛式站台，均安装有高站台门。2号线站台位于B3层，呈南北向，西侧站台面由往南四环/城郊线郑州航空港站方向列车的使用，东侧站台面由往贾河方向的列车使用，站台南端设有卫生间。3号线站台位于B2层，呈东西向，北侧站台面由往省体育中心方向列车的使用，南侧站台面由往滨河新城南方向的列车使用，站台东端设卫生间。
该站的两座岛式站台之间并无直接连接，乘客需经由站厅之间的换乘通道来往两座站台进行换乘。

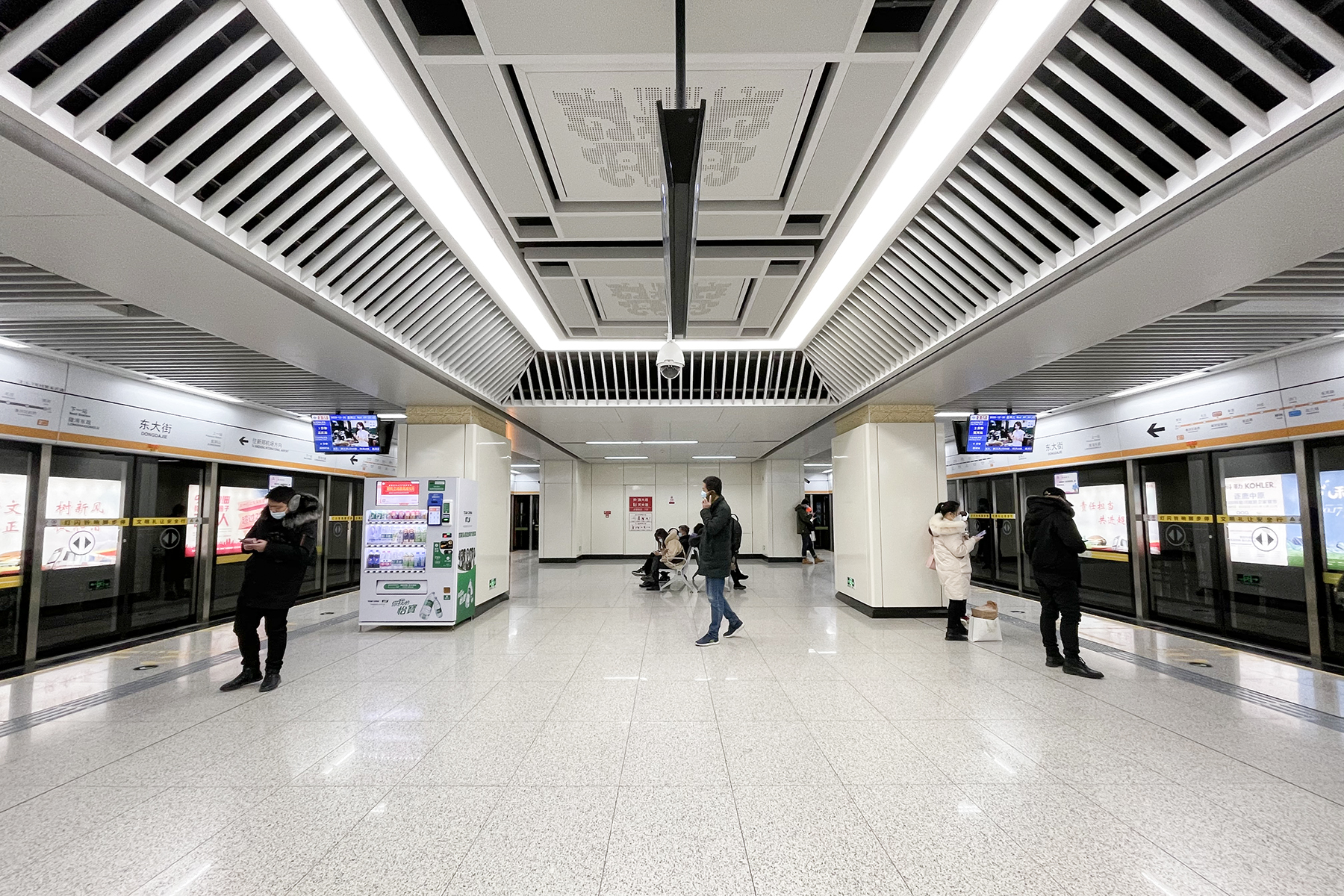
2号线站台
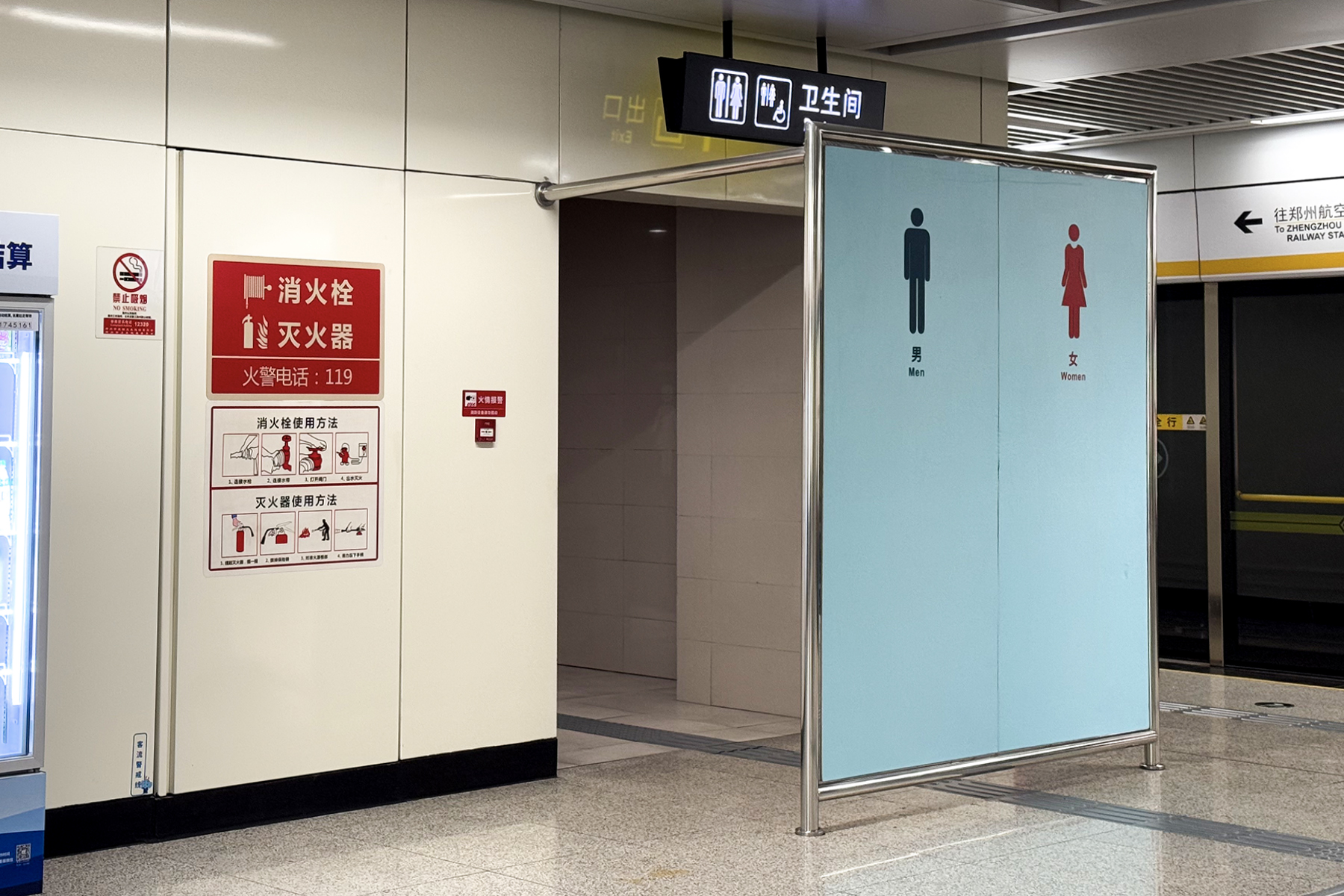
2号线站台南端的卫生间
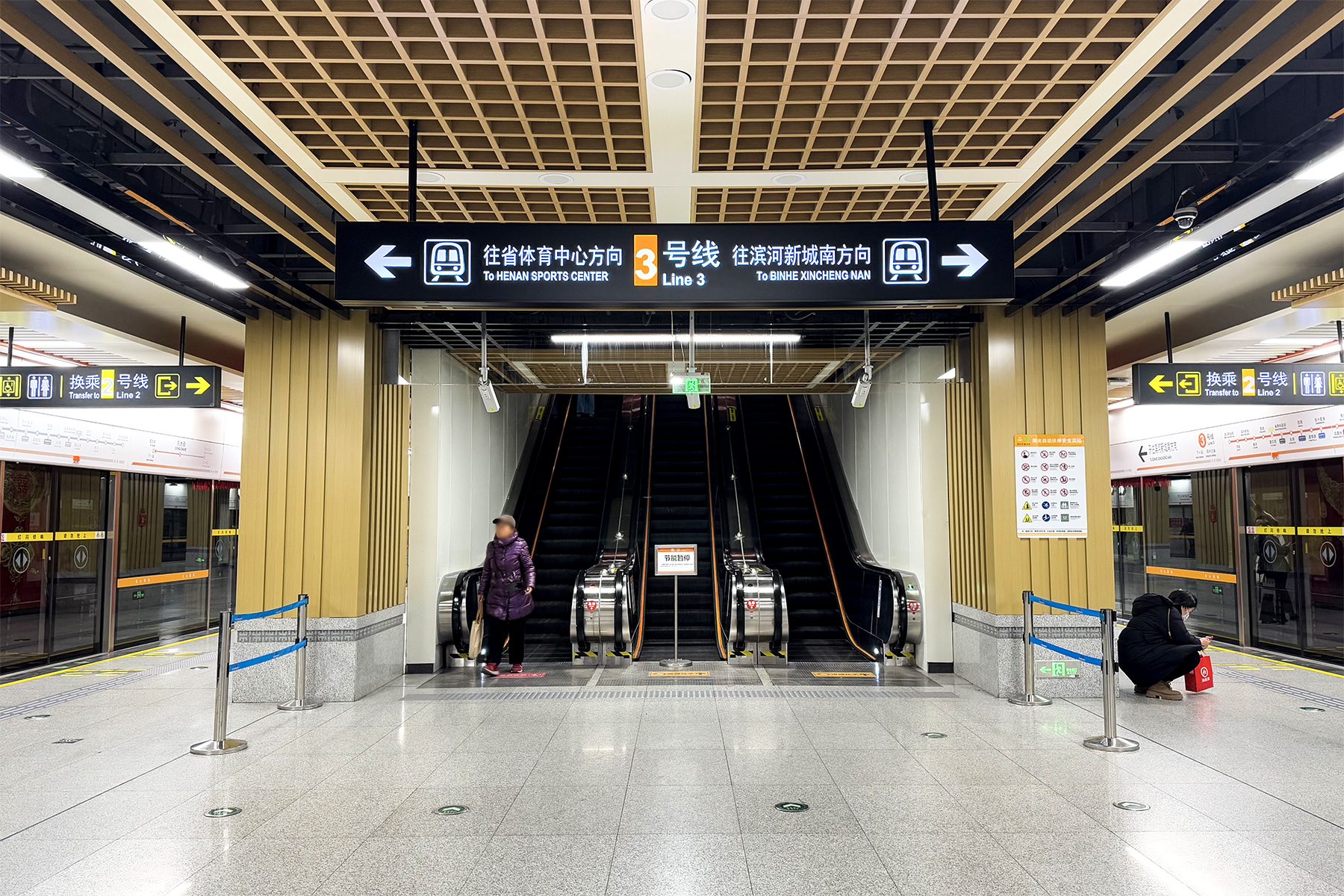
3号线站台
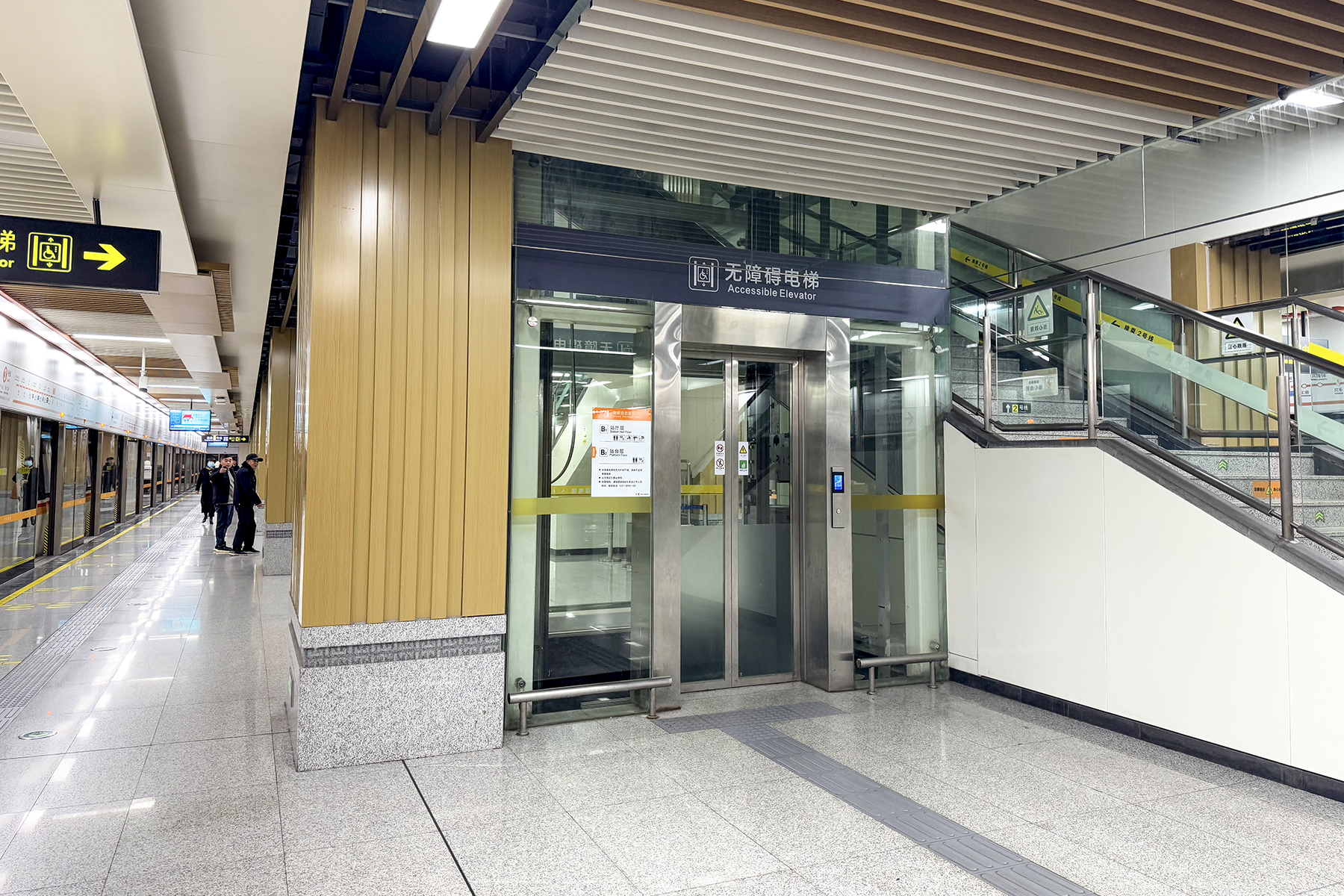
3号线站台中部的无障碍电梯

### 出入口
东大街站已开通6个出入口，其中A-E口位于紫荆山路两侧，连接2号线站厅，F-H口位于东大街两侧，连接3号线站厅。各出入口信息如下：
| 紫荆山路城南路 | 紫荆山路城南路     | 紫荆山路城南路 | 紫荆山路城南路 | 紫荆山路城南路 |
| 编号           | 路线               | 路线           | 路线           | 备注           |
| -------------- | ------------------ | -------------- | -------------- | -------------- |
| G62            | 东赵公交站         | ⇆              | 环翠路公交站   |                |
| G78            | 森林湖公交站       | ⇆              | 航海路中州大道 |                |
| G86            | 经南五路公交站     | ⇆              | 建设路国棉六厂 |                |
| G87            | 郑焦城铁南阳寨站   | ⇆              | 航海路中州大道 |                |
| S229           | 紫荆山路顺河路     | ⇆              | 火车站南港湾   |                |
| Y12            | 经开第八大街公交站 | ⇆              | 火车站北港湾   | 夜间服务       |
| Y16            | 紫荆山南路南四环   | ⇆              | 紫荆山路顺河路 | 夜间服务       |

| 紫荆山路东大街 | 紫荆山路东大街     | 紫荆山路东大街 | 紫荆山路东大街 | 紫荆山路东大街 |
| 编号           | 路线               | 路线           | 路线           | 备注           |
| -------------- | ------------------ | -------------- | -------------- | -------------- |
| G62            | 东赵公交站         | ⇆              | 环翠路公交站   |                |
| G78            | 森林湖公交站       | ⇆              | 航海路中州大道 |                |
| G86            | 经南五路公交站     | ⇆              | 建设路国棉六厂 |                |
| G87            | 郑焦城铁南阳寨站   | ⇆              | 航海路中州大道 |                |
| S229           | 紫荆山路顺河路     | ⇆              | 火车站南港湾   |                |
| Y12            | 经开第八大街公交站 | ⇆              | 火车站北港湾   | 夜间服务       |
| Y16            | 紫荆山南路南四环   | ⇆              | 紫荆山路顺河路 | 夜间服务       |

| 市第一人民医院 | 市第一人民医院 | 市第一人民医院 | 市第一人民医院 | 市第一人民医院 |
| 编号           | 路线           | 路线           | 路线           | 备注           |
| -------------- | -------------- | -------------- | -------------- | -------------- |
| G50            | 郑州市福利院   | ⇆              | 通站路公交站   |                |
| 60             | 赵坡新村       | ⇆              | 郑州东站       |                |
| 89             | 南四环中州大道 | ⇆              | 民主路北京华联 |                |
| B32            | 郑州市福利院   | ⇆              | 郑汴路中州大道 | 原72路         |
| S166           | 石化路公交站   | ⇆              | 市第三人民医院 |                |
| Y5             | 郑州东站       | ⇆              | 火车站北港湾   | 夜间服务       |

| 市第一人民医院 | 市第一人民医院 | 市第一人民医院 | 市第一人民医院 | 市第一人民医院 |
| 编号           | 路线           | 路线           | 路线           | 备注           |
| -------------- | -------------- | -------------- | -------------- | -------------- |
| G50            | 郑州市福利院   | ⇆              | 通站路公交站   |                |
| 60             | 赵坡新村       | ⇆              | 郑州东站       |                |
| 89             | 南四环中州大道 | ⇆              | 民主路北京华联 |                |
| B32            | 郑州市福利院   | ⇆              | 郑汴路中州大道 | 原72路         |
| S166           | 石化路公交站   | ⇆              | 市第三人民医院 |                |
| Y5             | 郑州东站       | ⇆              | 火车站北港湾   | 夜间服务       |

| 紫荆山路东大街 | 紫荆山路东大街   | 紫荆山路东大街 | 紫荆山路东大街 | 紫荆山路东大街 |
| 编号           | 路线             | 路线           | 路线           | 备注           |
| -------------- | ---------------- | -------------- | -------------- | -------------- |
| G62            | 东赵公交站       | ⇆              | 环翠路公交站   |                |
| G86            | 经南五路公交站   | ⇆              | 建设路国棉六厂 |                |
| G87            | 郑焦城铁南阳寨站 | ⇆              | 航海路中州大道 |                |
| S229           | 紫荆山路顺河路   | ⇆              | 火车站南港湾   |                |
| Y16            | 紫荆山南路南四环 | ⇆              | 紫荆山路顺河路 | 夜间服务       |

## 车站装饰
东大街站為2号线一期工程6座设有传统文化宣传墙的地铁站之一，在2号线站厅设有以汉字为主题，名为“仓颉之光”的文化墙，文化墙上面涵盖了宋徽宗的《闰中秋月诗帖》、王子午鼎及铭文、《熹平石经》、河南新蔡信阳出土的竹简、李斯《峄山碑》、殷墟出土的甲骨文、活字印刷胶泥活字、《荐季直表》、褚遂良《雁塔圣教序》、《行草书诗卷十二首》等片段。
与大多数郑州地铁车站一样，东大街站的站台上设有站名书法大字壁，其中2号线的站名由中国书法家协会名誉主席张海题写，3号线的站名采用印刷体。

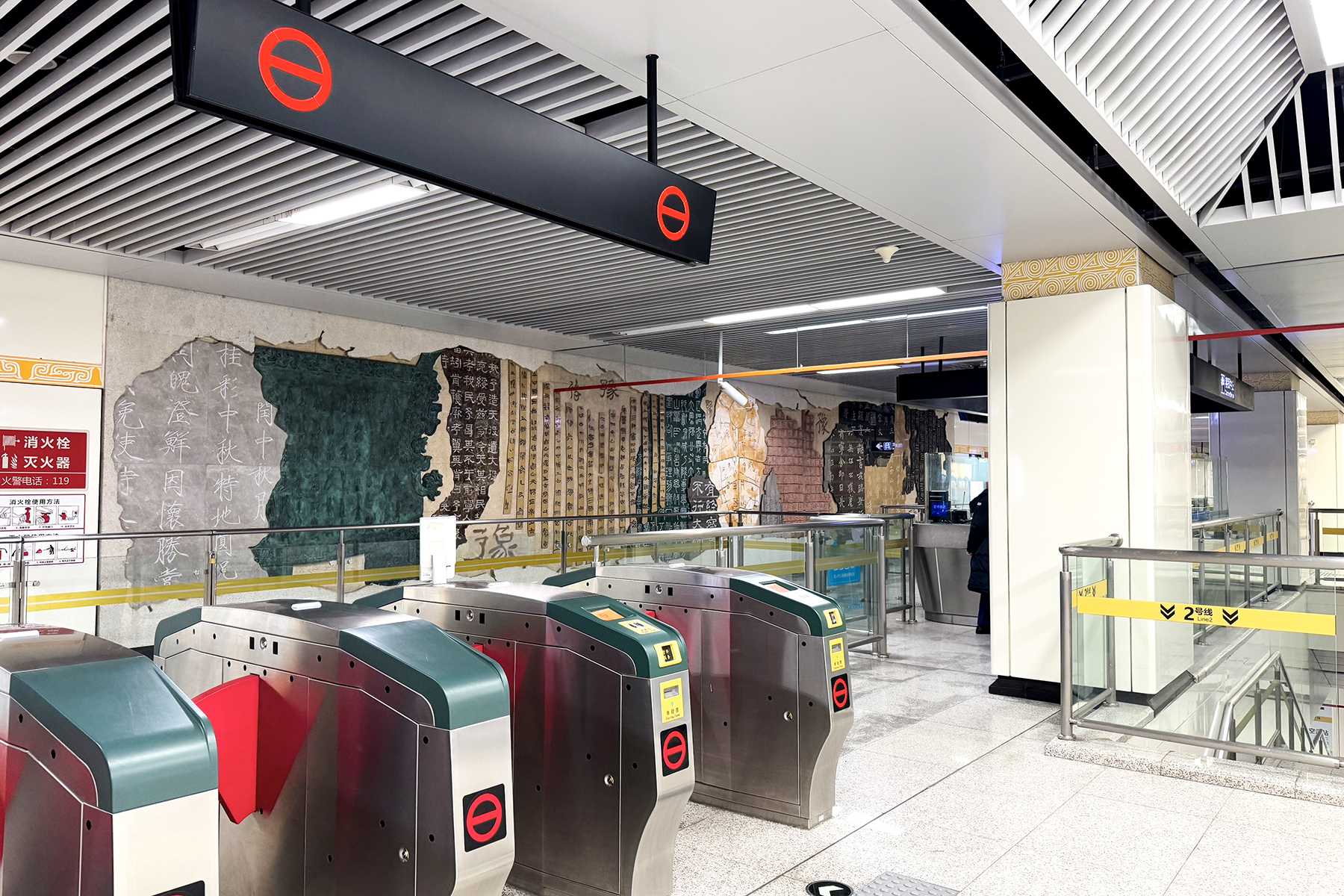
2号线站厅内的文化墙
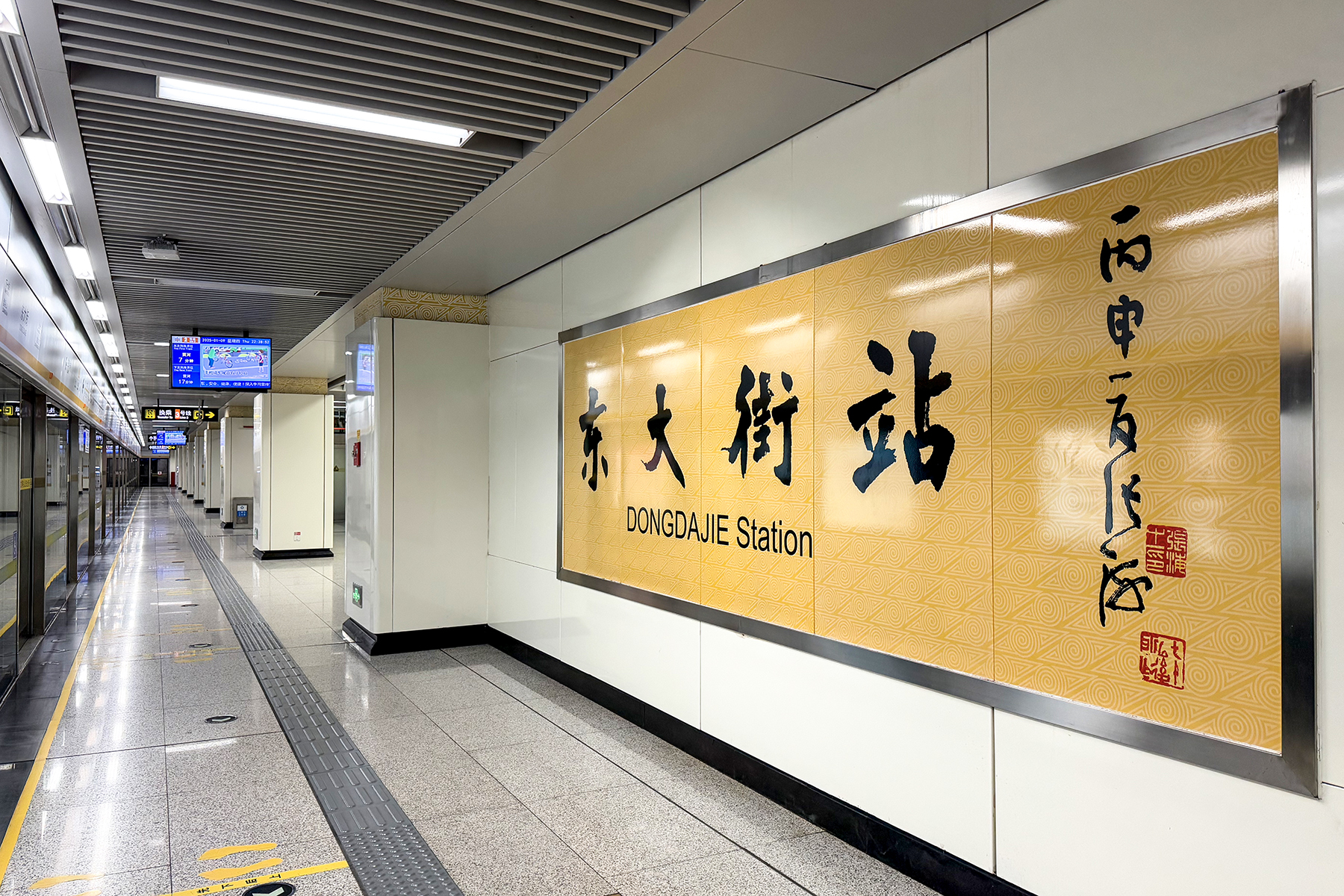
2号线站台上的站名大字壁
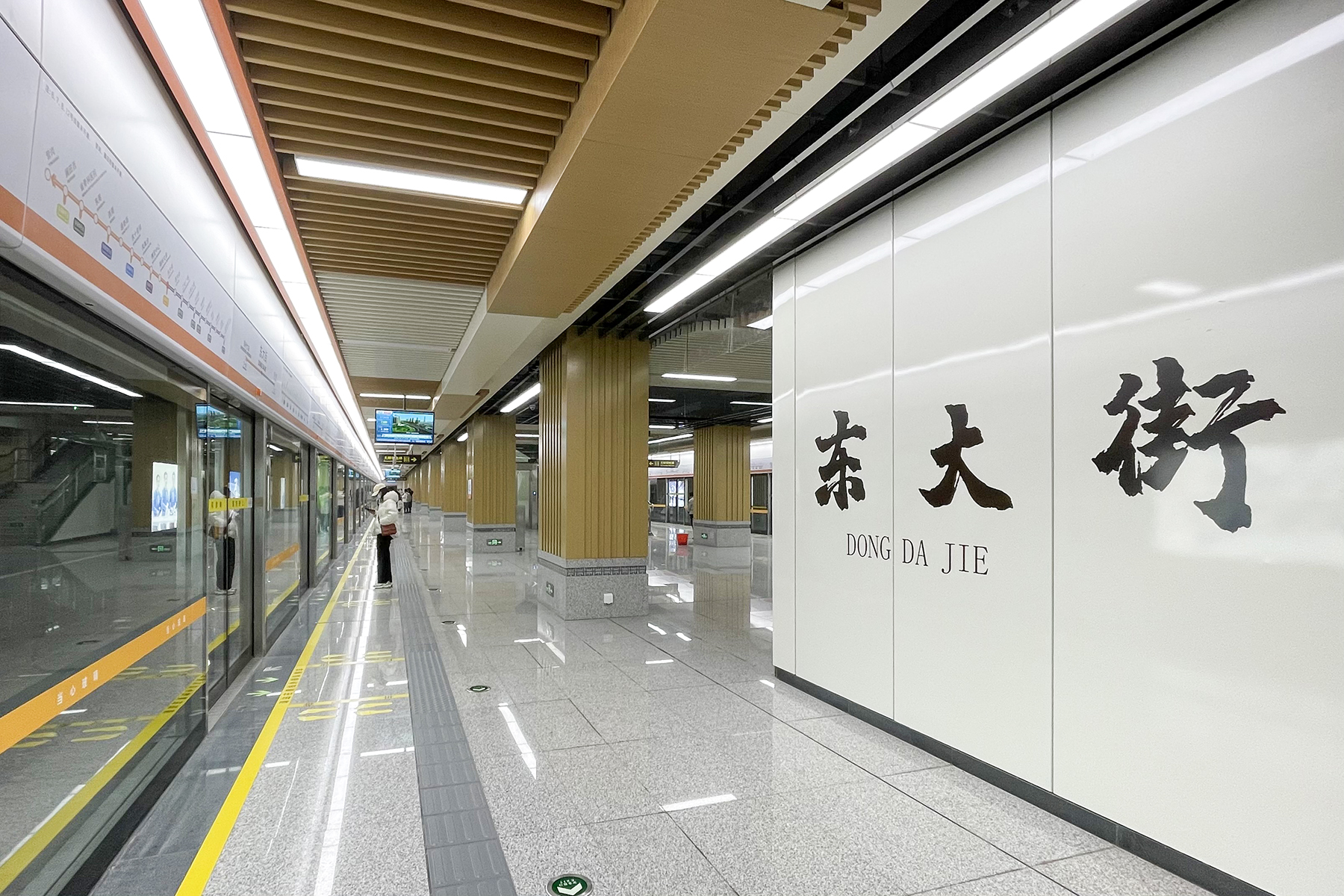
3号线站台上的站名大字壁

## 歷史
2016年8月19日，东大街站随郑州地铁2号线一期开通运营。2020年12月26日，该站的3号线车站随3号线一期开通初期运营而启用，使该站成为2号线与3号线的换乘站。